# Listen Like Thieves
Listen Like Thieves är det femte studioalbumet av australiska rockgruppen INXS, utgivet den 14 oktober 1985. Albumet var det första av gruppen som producerade av Chris Thomas. Albumet anses vara ett genombrott för bandet och innehåller deras första topp 10-singel på Billboard Hot 100,  "What You Need".

## Låtlista
Alla låtar är skrivna av Michael Hutchence och Andrew Farriss.
1. "What You Need" - 3:33
2. "Listen Like Thieves - 3:58
3. "Kiss the Dirt (Falling Down the Mountain)" - 3:52
4. "Shine Like It Does" - 3:05
5. "Good + Bad Times" - 2:44
6. "Biting Bullets" - 2:47
7. "This Time" - 3:08
8. "Three Sisters" -3:26
9. "Same Direction" - 4:56
10. "One * One" - 3:06
11. "Red Red Sun" - 3:32